# Abel Salinas Izaguirre
Abel Hernán Salinas Izaguirre (Lima, 12 de mayo de 1930 - Ibídem, 1 de agosto del 2012) fue un ingeniero mecánico eléctrico, economista y político peruano. Fue miembro del Partido Aprista Peruano y durante el primer gobierno de Alan García ejerció los cargos de ministro de Economía en 1988, ministro de Energía y Minas desde 1987 hasta 1988 y ministro del Interior desde 1985 hasta 1987. Fue también candidato presidencial del APRA en las elecciones del año 2000, senador en el disuelto periodo 1990-1992 y miembro del directorio del Banco Central de Reserva del Perú de 2006 a 2011.

## Biografía
Abel Salinas nació en la ciudad de Lima, el 12 de mayo de 1930. Fue hijo de Pedro Damián Salinas y de María Luisa Izaguirre.
Realizó sus estudios escolares en el Colegio Nuestra Señora de Guadalupe en Lima y luego estudió la carrera de Ingeniería mecánica eléctrica en la Universidad Nacional de Ingeniería. Estudió también economía en la Pontificia Universidad Católica de Chile.
Fue director de la Corporación Nacional de la Vivienda.

## Trayectoria
En el año 1943, siendo durante su etapa estudiantil, Salinas se afilió al Partido Aprista Peruano, partido político fundado por Víctor Raúl Haya de la Torre. Como militante aprista ejerció los cargos de secretario de Organización de la Juventud Aprista en el Colegio Guadalupe en 1947 y fue miembro del Comité Ejecutivo Nacional, secretario general de la Agrupación Nacional de Ingenieros y Arquitectos Apristas. 
Salinas participa por primera vez en la política cuando se convocaron a elecciones para la creación de la Asamblea Constituyente de 1978, sin embargo no resultó elegido. En 1980 fue elegido como regidor de la Municipalidad de Lima durante la gestión de Eduardo Orrego Villacorta.

### Ministro en el primer gobierno aprista
El 28 de julio de 1985, durante el inicio del primer gobierno de aprista encabezado por Alan García, éste nombró a Luis Alva Castro como su primer presidente del Consejo de Ministros. Ese mismo día, García juramentó a Abel Salinas como ministro del Interior y como tal reorganizó a los jefes de las Fuerzas Policiales para reforzar la seguridad ciudadana. Asimismo, tuvo como objetivo la intervención contra diversos miembros del grupo terrorista Sendero Luminoso y del Movimiento Revolucionario Túpac Amaru (MRTA).
En el año 1987, estudiantes de la Universidad Nacional de San Antonio Abad del Cusco salieron a manifestarse en las calles contra la intervención del Ministerio del Interior y del prefecto Julio Jara Ladrón de Guevara en la casa universitaria por una supuesta infiltración de terroristas. Finalmente el 17 de junio de ese mismo año, Abel Salinas renunció al cargo y el presidente Alan García lo reemplazó en el cargo con el médico José Barsallo Burga.
El 27 de junio de 1988, el gobierno aprista reorganizó el gabinete ministerial nombrado a Guillermo Larco Cox como el nuevo presidente del Consejo de Ministros. Ese mismo día, Salinas volvió nuevamente al gabinete y esta vez asumió el cargo de ministro de Energía y Minas en reemplazo de Wilfredo Huaita. Sin embargo el 2 de septiembre de ese mismo año, Salinas tuvo que dejar el cargo para asumir otra cartera ministerial y fue reemplazado por el diputado José Carrasco Távara.
El 2 de septiembre de 1988, fue designado como ministro de Economía y tuvo que anunciar un paquete de medidas económicas para detener la inflación que elevó la gasolina en 300% y el precio de los alimentos en un promedio del 150%. Esto fue denominado como el “paquetazo” y significó el giro de la política económica a una orientación “ortodoxa” de recorte del gasto público y devaluación de la moneda para estabilizar la economía. Sin embargo, la política de ajuste no tuvo el éxito esperado y la inflación continuó en ascenso afectando la economía de los sectores populares, precisamente los más vulnerables. La crisis se fue agravando e hizo descender la aprobación del presidente García de 40% en julio de 1988 a 11% en julio de 1989. Luego de ello, se aplicarían más "paquetazos" en su gestión, tratando de dar un remedio a la crisis económica.
Finalmente Salinas renunció al cargo en noviembre de ese mismo año y fue reemplazado por el diputado aprista Carlos Rivas Dávila.

### Senador y opositor a Fujimori
En las elecciones del año 1990, Abel Salinas decidió postular al Senado del Congreso de la República por el APRA y resultó elegido para el periodo 1990-1995 con 62,933 votos. Sin embargo en la noche del 5 de abril del año 1992, su cargo quedó disuelto luego de que el presidente Alberto Fujimori anunciara un autogolpe de estado mediante mensaje televisivo. 
Después de la disolución del Congreso, Salinas fue secuestrado junto a otros miembros apristas por el gobierno de Alberto Fujimori y después de su aparición, participó en manifestaciones contra el régimen fujimorista. Asimismo, participó en la toma de mando de Máximo San Román realizada por los congresistas disueltos en el Colegio de Abogados de Lima.

### Candidato presidencial
En el año 1999, el Partido Aprista Peruano presentó a Abel Salinas como su candidato presidencial para las elecciones generales del año 2000. Su plancha presidencial estuvo conformada por el congresista Jorge del Castillo y por la actriz Elvira de la Puente. Durante la contienda electoral, Salinas fue maltratado por los medios de comunicación manejados por el gobierno fujimorista, hecho que también sufrieron los candidatos Alejandro Toledo, Alberto Andrade y Luis Castañeda Lossio, todos ellos opositores a Fujimori.
Finalmente, Salinas obtuvo el 1.38 % de votos preferenciales, siendo ésta la más baja votación del Partido Aprista Peruano obtenida en elecciones presidenciales en la historia. Días después, el candidato presidencial y líder del partido Perú Posible, Alejandro Toledo, salió a denunciar públicamente el fraude electoral cometido por el gobierno de Alberto Fujimori, quien a la vez era presidente del Perú. En abril de ese mismo año, Toledo realizó un mitin en el Hotel Sheraton e invocó a una marcha contra la tercera toma de mando de Fujimori. En el mitin lo acompañaron los demás candidatos opositores a Fujimori: Alberto Andrade, Luis Castañeda Lossio, Víctor Andrés García Belaúnde, Máximo San Román y el propio Abel Salinas en compañía de la militancia aprista.

En el mes de julio, Salinas junto con los miembros del Partido Aprista Peruano acudieron a la Marcha de los Cuatro Suyos encabezada por Toledo. Posteriormente el gobierno de Fujimori concluiría en noviembre del año 2000 tras la exhibición de los Vladivideos.

### Director del BCR
En noviembre del año 2006, fue nombrado como director del Banco Central de Reserva del Perú por el Congreso de la República, manteniéndose en el cargo hasta el año 2011.
Durante el destape del Caso “Petroaudios”, Salinas estuvo involucrado debido a llamadas telefónicas con Rómulo León Alegría y por su un presunto favorecimiento a una empresa vinculada a un amigo de León.

## Fallecimiento
El jueves 1 de agosto del 2012, Abel Salinas falleció a los 82 años. Sus restos fueron velados en la Iglesia Sagrado Corazón de Jesús de Monterrico y posteriormente fueron incinerados en el Cementerio Jardines de la Paz del distrito de La Molina, donde sus cenizas fueron esparcidas en el mar en Supe.